# کریستوفر دیویس
کریستوفر دیویس (انگلیسی: Christopher Davies؛ زادهٔ ۲۹ ژوئن ۱۹۴۶) قایقران قایق بادبانی اهل بریتانیا است.